# Dárdano
Dárdano (Δάρδανος/Dárdanos) es, en la mitología griega, el hijo de Zeus y de Electra (una de las Pléyades, hija de Atlas).

## Mito
Algunas fuentes hacen a Dárdano procedente de Italia y otras de Arcadia, donde habría tenido dos hijos con Crisa, hija de Palante, llamados Ideo y Dimas. Una gran inundación que tuvo lugar en Arcadia provocó que parte de la población, entre los que se encontraban Dárdano y su hermano Yasión, navegaran en busca de nuevas tierras y llegaran a la isla de Samotracia. En Samotracia ocurrió que Yasión fue fulminado por Zeus por haber seducido a Deméter.
Afligido por ello, Dárdano abandonó Samotracia y se dice que fue el primero en pasar desde dicha isla hasta Asia, trayecto que realizó sobre una balsa. Tras llegar a Frigia, se casó allí con Batía, la hija de Teucro, que reinaba en aquel territorio y además le cedió algunas tierras. Heredó el trono, y dio a los habitantes el nombre de dárdanos derivándolo del suyo. Hijos de Dárdano y Batía fueron Erictonio, Ilo y también el epónimo Zacinto. Su hija Idea se casó luego con Fineo. Según una versión tardía la esposa de Dárdano era Olizone, hija de Fineo y madre de Erictonio.

## Toponimia
Dárdano es el fundador de la ciudad que lleva su nombre: Dárdano o Dardania, al pie del monte Ida, y que más adelante será la ciudad de Troya. Según Diodoro Sículo, gobernó sobre muchos pueblos de Asia y envió como colonos a los dárdanos que habitan al norte de Tracia. Como fundador de Troya, es el antepasado de su casa real y «dardanio» es sinónimo de «troyano» (así lo emplean a menudo Virgilio y Homero). 
El estrecho de los Dardanelos recibe su nombre en honor a Dárdano.
| Predecesor: Teucro | Reyes de Troya | Sucesor: Erictonio de Dardania |